# Клайд (військово-морська база)
Клайд (військово-морська база) (англ. HMNB Clyde; повна назва Його Величності військово-морська база Клайд (англ. His Majesty's Naval Base, Clyde) — військово-морська база, одна з 5-ти діючих військових баз Королівського флоту Великої Британії, розташована на східному березі морської затоки Гер-Лох на території шотландської області Аргілл-і-Б'ют, північніше за Ферт-оф-Клайд на відстані 40 км на захід від Глазго. Вважається домівкою британських атомних підводних сил, зокрема атомних підводних човнів озброєних ракетами «Трайдент».

## Зміст
Військово-морська база Клайд заснована, як пункт базування підводних човнів британського флоту напередодні Першої світової війни. Сучасна інфраструктура ВМБ Клайд включає низку окремих об'єктів та інсталяцій, серед яких є база підводних човнів з пунктом базування Фаслейн 25 миль (40 км) від Глазго, в затоці Гер-Лох та військово-морський арсенал Кулпорт на березі бухти Лох-Лонг, в 2-3 милях на захід від Фаслейн. База є основним пунктом дислокації атомних підводних човнів «Вангард», озброєних ядерною зброєю, а також інших підводних човнів з ядерною силовою установкою.
На базі також дислоковані: штаб флаг-офіцера Шотландії, Північної Англії та Північної Ірландії (FOSNNI) (він же флагман резерву флоту), Північна група легководолазів і шотландський штаб поліції і охорони МО. На базі проживає 3 000 осіб обслуговчого персоналу 800 членів їхніх сімей і 4 000 цивільних фахівців, в основному з компанії «Бебкок Марін».
База займає значне місце в економіці як області Аргілл-і-Б'ют, так і всього Західного Данбартонширу.

### Військові кораблі, що базуються на Клайд
- «Вангард»
  - HMS «Вангард» (S28)
  - HMS «Вікторіос» (S29)
  - HMS «Віджілент» (S30)
  - HMS «Венджеанс» (S31)
- «Астют»
  - HMS «Астют» (S119)
  - HMS «Амбуш» (S120)